# 图邦病毒
图邦病毒（學名：Tupanvirus）是擬菌病毒科的一個屬，包括两种巨病毒：深海图邦病毒（Tupanvirus deep ocean）和盐湖图邦病毒（Tupanvirus soda lake），皆以變形蟲為天然宿主，其名稱图邦（Tupan）一词来源于瓜拉尼语的Tupã（瓜拉尼神话中的创世主神、雷神）。图邦病毒是已知唯一一類具有20种胺基酸之氨醯-tRNA合成酶基因的病毒。

## 特色
图邦病毒的病毒体可达1.2微米长，其衣壳与拟菌病毒的大小和结构类似（约450纳米），此外图邦病毒体还具有一个长550纳米、直径450纳米的柱状尾部，与衣壳底部相连。由于尾部大小的差别，有的图邦病毒可达2.3微米。图邦病毒的基因组為長约1.5Mb的双链DNA，用于编码1276－1425种蛋白質，其基因组包含许多參與细胞生物反應的编码基因。
图邦病毒是已知病毒中，基因組裡具有最完整的轉译元件者，包括多達70種tRNA、20種氨醯-tRNA合成酶、11種轉譯所需的蛋白質、以及多種可修飾tRNA、mRNA與核糖體蛋白的酵素，還具有與18s核糖體RNA高度相似的序列。